# Näsijärvi

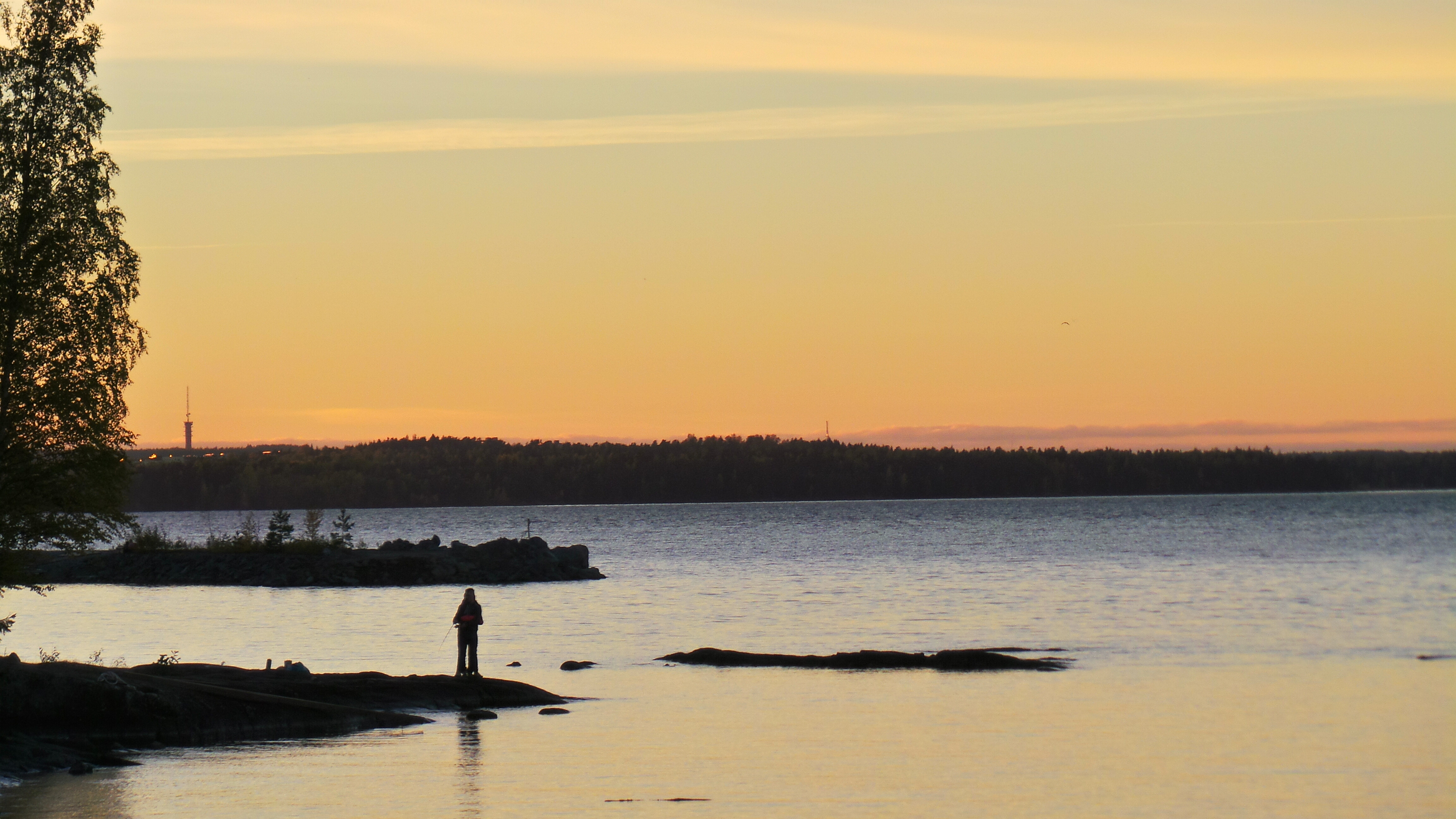
Il lago Näsijärvi

Il Näsijärvi è un lago finlandese di 257 km² che bagna la città di Tampere. 
Tampere si trova proprio in mezzo al Näsijärvi e al Pyhäjärvi, creando un rapido corso d'acqua, rapide Tammerkoski, che scorre attraverso la città dal lago Näsijärvi. La qualità dell'acqua è migliorata col decrescere dell'inquinamento proveniente dalle industrie del legno.
Il Näsijärvi è fornito di eccellenti servizi navali.
Gli è stato dedicato un asteroide, 1534 Näsi.